# تحت تعقیب (آلبوم هیلاری داف)
تحت تعقیب (به انگلیسی: Most Wanted) نخستین آلبوم گردآوری‌شده، هیلاری داف خواننده آمریکایی است که در ۱۰ اوت ۲۰۰۵ منتشر شد. در این آلبوم ۱۶ آهنگ به مدت ۵۹ دقیقه گردآوری‌شده‌است.
| اسم                   | اسم انگلیسی          | شمارهٔ آهنگ | مدت زمان |
| --------------------- | -------------------- | ---------- | -------- |
| بیدار شو              | Wake up              | ۱          | ۳:۴۱     |
| فرار کن               | The Getaway          | ۲          | ۳:۴۰     |
| تپش قلب من            | Beat of my heart     | ۳          | ۲:۵۸     |
| پاک شدن               | Come clean           | ۴          | ۳:۵۰     |
| آن دختر کیست          | Who's that girl      | ۵          | ۳:۳۰     |
| آقای جیمزدین          | Mr.Jeams Dean        | ۶          | ۳:۳۲     |
| دیروز                 | So yesterday         | ۷          | ۳:۴۵     |
| جهش                   | Metamorphosis        | ۸          | ۳:۳۰     |
| دنیا را زیرو رو کن    | Rock thia world      | ۹          | ۴:۰۱     |
| قلب من را بشکن        | Break my heart       | ۱۰         | ۳:۲۴     |
| بی راهه               | Jericho              | ۱۱         | ۳:۵۱     |
| پرواز                 | Fly                  | ۱۲         | ۳:۴۶     |
| دختر عالی             | Supergirl            | ۱۳         | ۲:۵۴     |
| بیایید جشن بگیریم     | Party Up             | ۱۴         | ۳:۵۰     |
| دختر هم می‌تواند بجنگد | Girl can Rock        | ۱۵         | ۳:۰۷     |
| بوسه                  | Our leaps are sealed | ۱۶         | ۲:۴۳     |